# Vereniging van Gemeentesecretarissen
De Vereniging van Gemeentesecretarissen is de beroepsvereniging van de gemeentesecretarissen in Nederland. Vrijwel alle Nederlandse gemeentesecretarissen zijn lid van deze vereniging.